# كارلوس رينوسو
كارلوس رينوسو (بالإسبانية: Carlos Reinoso)‏ (7 مارس 1946 تشيلي - ) هو لاعب كرة قدم تشيلي، يلعب كلاعب وسط، شارك في كأس العالم 1974.

## روابط خارجية
- كارلوس رينوسو على موقع الاتحاد الدولي (مؤرشف)  (الإنجليزية)
- كارلوس رينوسو على موقع قاعدة بيانات كرة القدم.إي يو (الإنجليزية)
- كارلوس رينوسو على موقع ناشيونال فوتبول تيمز (الإنجليزية)
- كارلوس رينوسو على موقع عالم كرة القدم.نت (الإنجليزية)